# Monasterio Ralung
El monasterio Ralung, ubicado en la región de Ü-Tsang, Tíbet, fue fundado en 1180 por Tsangpa Gyare. Fue la sede principal de la tradición Drukpa, subrama del Kagyu, y estuvo controlada por el clan Gya hasta que la línea familiar se extinguió en el siglo XVII.

## Localización

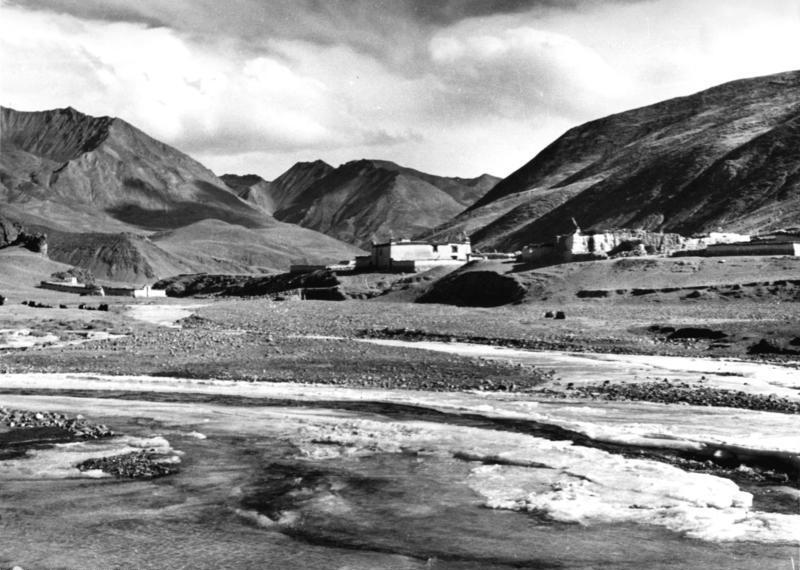
El monasterio en 1938.

El monasterio se encuentra a 4740 metros de altitud, en un desvío al sur de la carretera entre Nangartse y Gyantse. Se ubicada el sur del paso del glaciar Karo la. Los alrededores de Ralung y sus picos montañosos describen los ocho símbolos auspiciosos. Una de las montañas que se observan desde el monasterio es Nojin Gangtsang, de 7191 m de altura.

## Historia
Fue fundado en el año 1180 por Tsangpa Gyare, el primer Gyalwang Drukpa, cabeza de la rama Drukpa. Históricamente, se trata de uno de los lugares más sagrados y activos para los seguidores de la orden religiosa.
La leyenda del monasterio explica que un pastor de la villa de Nyangtod se dio cuenta de que una cabra blanca siempre abandona los rebaños. Por curiosidad, siguió a esa cabra y vio que estaba rociando leche sobre una piedra. Cuando fue a la roca para ver más de cerca, vio la sílaba “Ah Hung” que siempre se formaba en la piedra. Más tarde, esta fue ofrecida a Lingchen Repa cuando llegó a la villa. Después de enterarse del incidente, Lingchen construyó una cueva y meditó en el lugar. Desde entonces, la zona fue denominada Ralung (profetizado por la cabra).
Ngawang Namgyal fue el 18º abad del monasterio Ralung, desde donde en 1616 huyó del Tíbet, cuando fue reconocido como la reencarnación del erudito Pema Karpo. En Bután se convirtió en el líder religioso de la nueva identidad nacional que formó.
En la actualidad, el monasterio Ralung es en un sitio menos popular para la industria del turismo, pero continúa siendo un centro para los seguidores de Drukpa. El lugar, renovado en 2018, acoge a 12 monjes.

## Arte y arquitectura

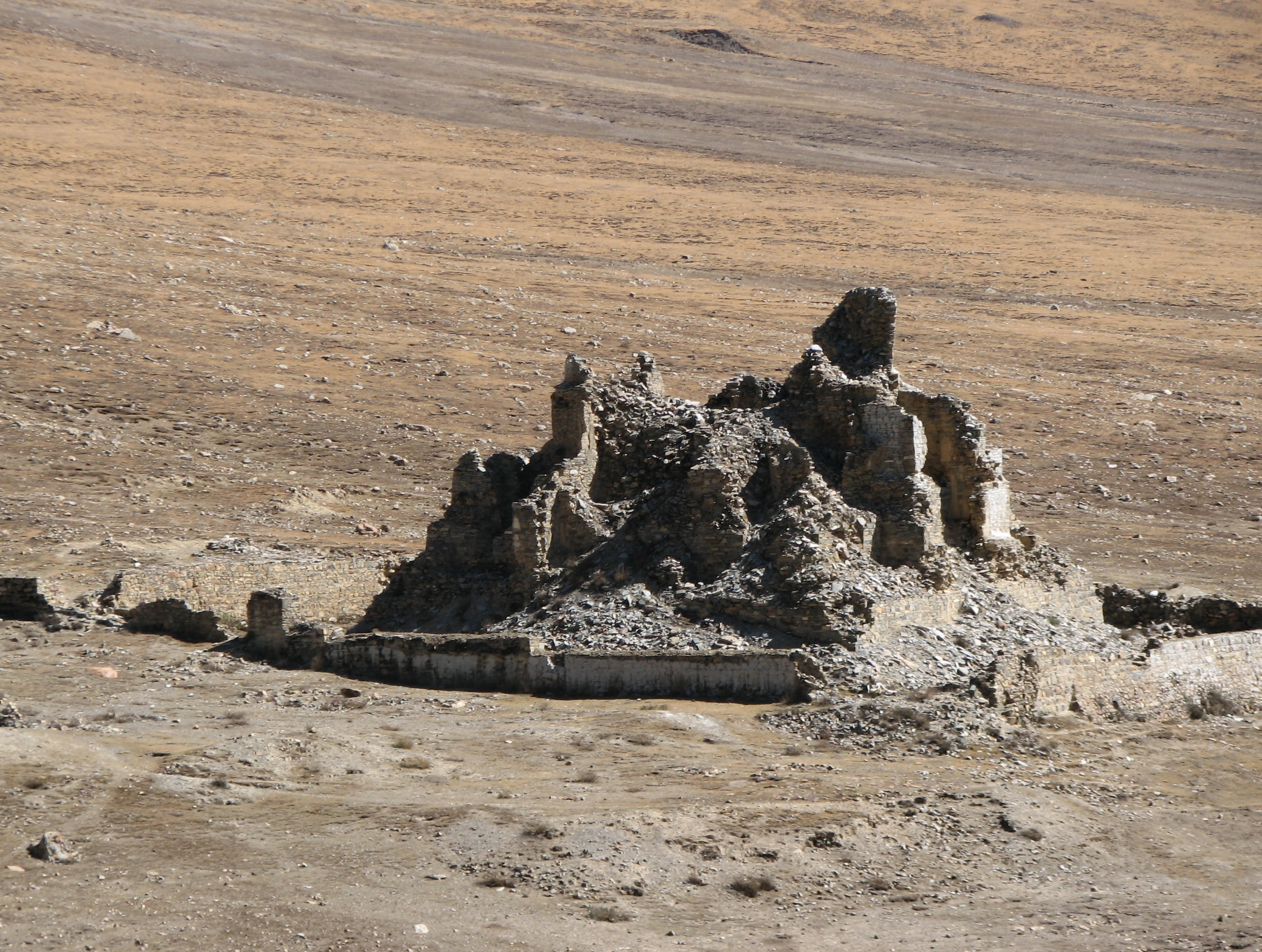
Ruinas del chörten.

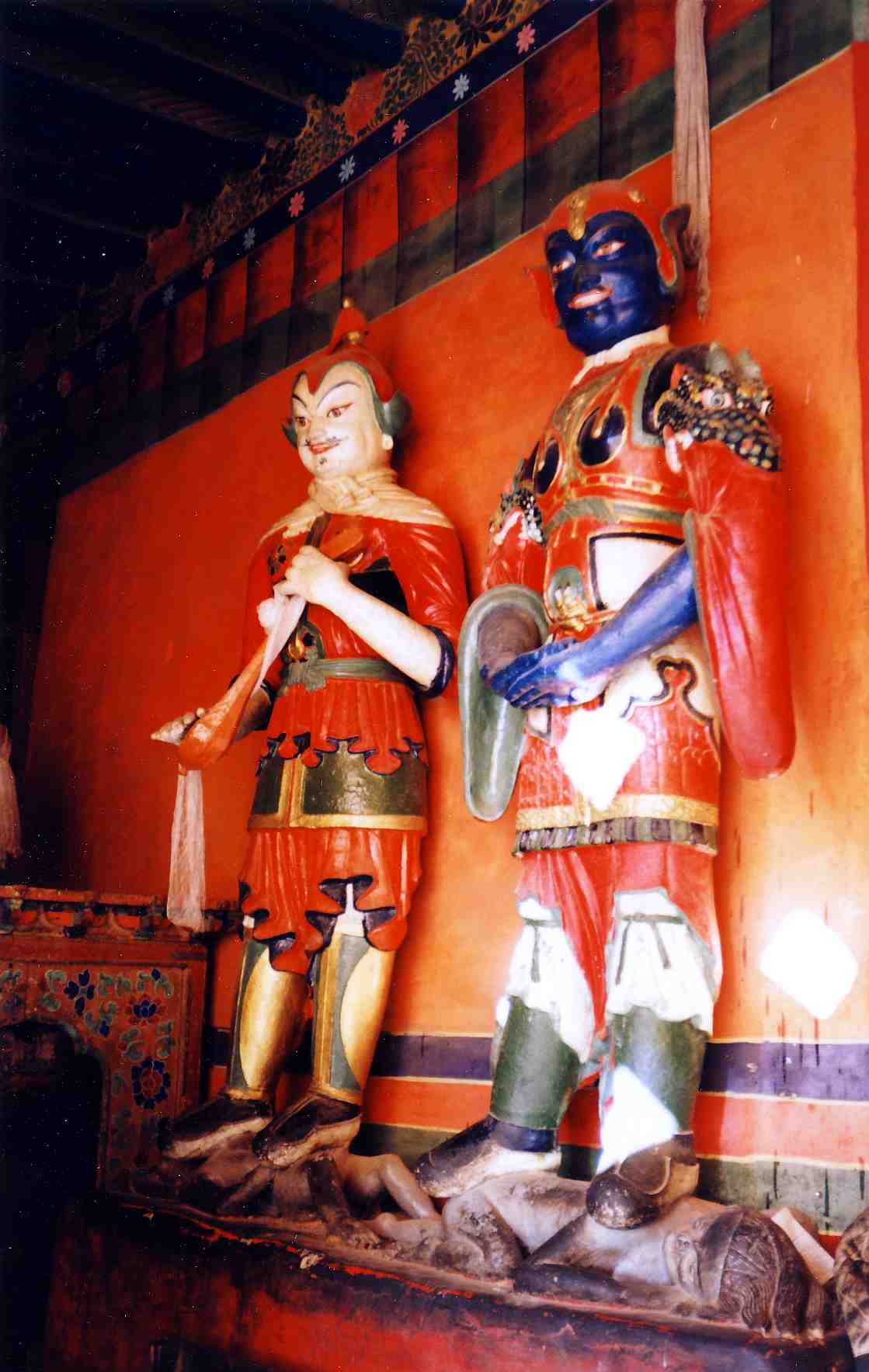
Estatuas de deidades protectoras en el monasterio.

El tsuglhakhang (gran templo) original se encuentra en estado ruinoso, al igual que un chörten de varios pisos. El monasterio cuenta con pinturas y esculturas de deidades locales y budistas.